# 엔진 (음악 그룹)
엔진은 일본의 음악 그룹이다. 2020년 싱글 [ENJIN]으로 데뷔했다.